# Кенія
Респу́бліка Ке́нія (суах. і англ. Kenya) — держава на сході Африки, яка межує на півночі з Південним Суданом і Ефіопією, на сході з Сомалі, на південному заході з Танзанією, на заході з Угандою, на південному сході омивається Індійським океаном. Охоплюючи територію 580 367 км², Кенія посідає 47-ме місце у світі за площею та 22-те в Африці. Столиця і найбільше місто — Найробі.

## Географічне положення
Межує з Ефіопією на півночі, Сомалі на сході, Танзанією на південному заході, Угандою на заході і Південним Суданом на північному заході. З південного сходу омивається Індійським океаном. Майже посередині країни проходить екватор.

## Політична система
27 серпня 2010 р. набула чинності Конституція, схвалена на референдумі 4 серпня 2010 р. До цього діяла Конституція 1963 року, яка була прийнята у зв'язку з отриманням свободи від Великої Британії. Нова конституція обмежує деякі повноваження президента, розширює громадянські права, сприяє проведенню земельної реформи.

### Виконавча влада
Глава держави — президент, який обирається загальним прямим голосуванням терміном на 5 років і може бути переобраний ще раз. Вибори президента проводяться одночасно з парламентськими виборами. Головнокомандувач Збройними силами. У разі недієздатності або смерті президента його функції переходять до віце-президента на З-місячний термін, протягом якого в країні мають бути проведені президентські вибори.
Нинішній Президент Кенії — Вільям Руто. Обраний на загальних виборах у серпні 2022 року.
Прем'єр-міністр Республіки Кенія очолює уряд (посада введена в 2008 році).

### Законодавча влада
Законодавча влада складається з:

#### Верхня палата— Сенат
- - Кожен з 47 округів має сенатора, якого обирають.
  - Попередньо узгоджена кількість сенаторів — 60.
  - Розглядає процес імпічменту Президента.

#### Нижня палата—Національна Асамблея
Більшість членів Національної Асамблеї обираються прямим голосуванням.
- Кожна окружна асамблея обирає депутата-жінку, що гарантує щонайменше 47 жінок серед депутатів.
- Національної Асамблеї.
- Запланована кількість депутатів — 347.
- Голосуванням ініціює процес розслідування діяльності та імпічменту Президента.
- Окружні асамблеї та виконавча влада.
- Країна поділяється приблизно на 47 округів, які співвідносні з теперішніми округами.
- Кожен округ має виконавчий орган, котрий очолює губернатор округа, обраний прямим голосуванням.
- Кожен округ має окружну асамблею, членами якої обирають представників муніципалітетів усієї країни.

### Судова влада

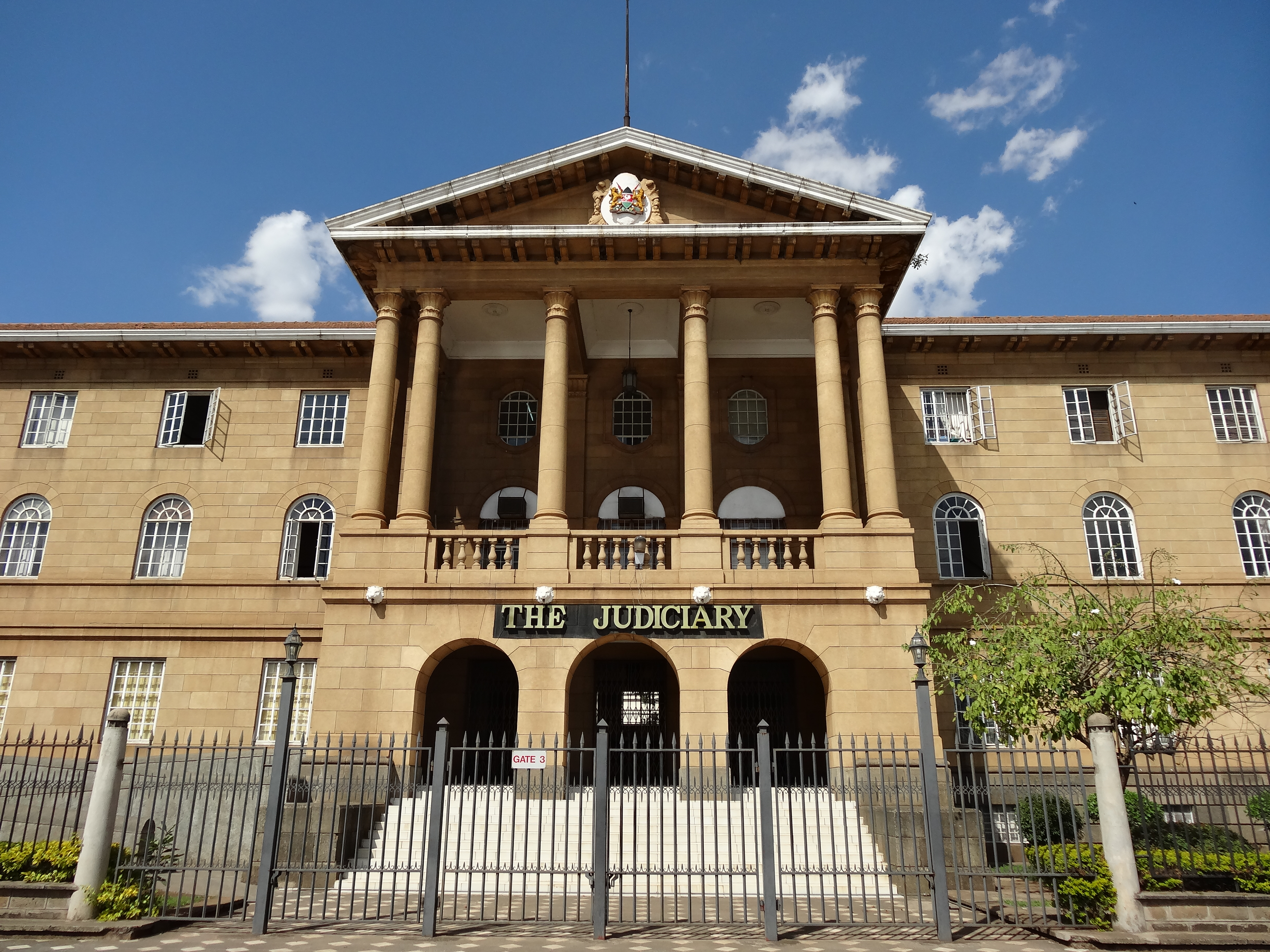
Верховний суд Кенії

Судова система складається з верховних суддів, суддів та інших працівників. Судами вищої інстанції є Верховний Суд, Апеляційний Суд, Високий Суд.
Верховний Суд — найвищий судовий орган, що складається з головного судді, заступника головного судді та п'яти інших суддів. Цей суд розглядає апеляції з Апеляційного та Конституційного судів. Він також є найвищою інстанцією в процесі імпічменту Президента.
Апеляційний Суд — розглядає апеляції з Високого Суду і за дорученням Парламенту. Він складається щонайменше з 12 суддів та очолюється президентом, призначеним верховним суддею.
Незалежна Комісія з судових справ скликається для участі в процесі призначення суддів. Вони подають список суддів Президенту на затвердження (ця стаття буде введена до дії після перехідного періоду).
Комісія складається з:
- Суддя Верховного Суду — обирається членами Верховного Суду, очолює комісію;
- Суддя Апеляційного Суду — обирається членами Апеляційного суду, очолює комісію;
- Генеральний прокурор;
- Два адвокати, жінка й чоловік, кожен з яких має принаймні 15 років досвіду, висунені уповноваженим органом, що відповідає за професійну діяльність адвокатів;
- Одна особа, висунена Комісією з державної служби;

Генеральний прокурор:
- Призначається Президентом за ухвалення Національної Асамблеї;
- Перебуває на посаді не більше одного терміну тривалістю в 6 років.

### Зовнішня політика
Кенія має тісні зв'язки зі своїми сусідами, які розмовляють суахілі, у регіоні Великих африканських озер. Відносини з Угандою та Танзанією міцні: три нації співпрацюють у напрямку економічної та соціальної інтеграції шляхом спільного членства у Східноафриканському співтоваристві.
Відносини з Сомалі історично були напруженими, проте існувала певна військова координація проти повстанців-ісламістів. Кенія має добрі стосунки зі Сполученим Королівством.

## Економіка
Три чверті працівників у Кенії зайняті в сільському господарстві. Культивуються — чай, кава, кукурудза, зернові, цукрова тростина, фрукти, овочі. М'ясо-молочне тваринництво, також розводяться свині й кури.
Промисловість — у невеликих кількостях виробляються споживчі товари (батарейки, тканини, мило, сигарети), переробка сільгосппродукції. З колоніальних часів збереглося кілька нафтопереробних підприємств, виробництво цементу, судноремонтні майстерні.
Експортуються в основному чай та кава, імпортуються промислові товари, нафтопродукти тощо. «Кенійські авіалінії» — найбільша авіакомпанія Африки.
Через розмаїття кліматичних екологічних зон, існує широка різноманітність садівничій продукції в Кенії. Основні з них — це квіти: наприклад, троянди, гвоздики, альстроемеріі, туберози, арабікуми, ерінгії тощо.

### Транспорт

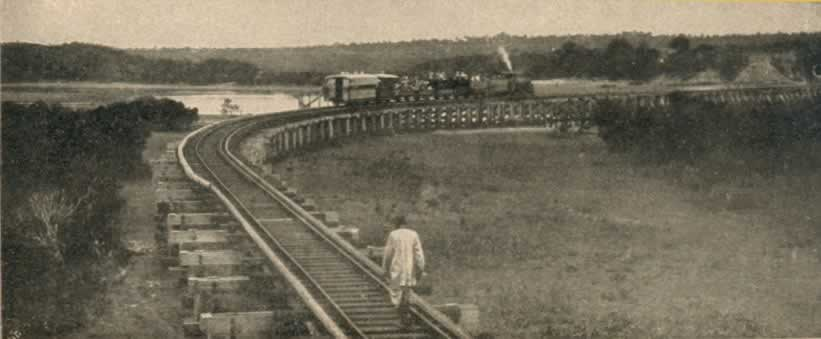
Кенійсько-Угандська залізниця, 1899

Залізниці та автомобільні дороги зосереджені переважно на півдні країни. Основна залізнична магістраль йде від Момбаси через Найробі в Уганду. Є також кілька бічних відгалужень, загальна довжина залізниць становить приблизно 3000 км. Головні міста сполучає мережа доріг, загальна довжина яких становить 70 000 км (10 % — з твердим покриттям). Шосе сполучає Найробі зі столицею Ефіопії Аддис-Абебою. Аеропорти міжнародного значення знаходяться в околицях Найробі і Момбаси. У 1996 національна авіакомпанія «Kenya Airways» була приватизована і включена до складу авіакомпанії KLM з метою розширення мережі повітряних сполучень.

## Клімат
У Кенії переважає субекваторіальний тип клімату. Найспекотніше і найпосушливіше місце Кенії — північно-східне плоскогір'я і околиці озера Туркана. У лютому — березні денні температури досягають +36…+38 °C, а нічні опускаються до +24…+26 °C. У липні — серпні вдень повітря прогрівається до +32…+34 °C, а вночі охолоджується до +22…+24 °C.
На Центральному нагір'ї температура повітря сильно залежить від висоти місцевості. Наприклад, у столиці країни, яка розташована на висоті 1800 м над рівнем моря, у січні вдень відзначається близько +25 °C, а вночі — близько +12 °C, у липні — +21 і +11 градусів відповідно.
На великих висотах у нічні години нерідкі заморозки, а найвища точка країни — гора Кенія — покрита снігом цілий рік. На узбережжі клімат м'якіший. У січні вдень повітря прогрівається до +29…+31 °C, а вночі охолоджується до +22…+24 °C, у липні денні температури повітря досягають +26…+28 °C, а нічні — +21…+23 °C.
Протягом року в Кенії відзначається два сезони дощів: яскраво виражений — з березня по червень, і менш виражений — з жовтня по грудень. Найбільше дощів випадає на півдні узбережжя Індійського океану і на заході країни (на східних схилах Центрального нагір'я). У цих регіонах відзначається до 1500 мм опадів на рік. На крайньому північному сході країни випадає до 500 мм опадів на рік, а в північно-західній частині країни, поблизу озера Туркана — до 200 мм опадів на рік.

## Населення

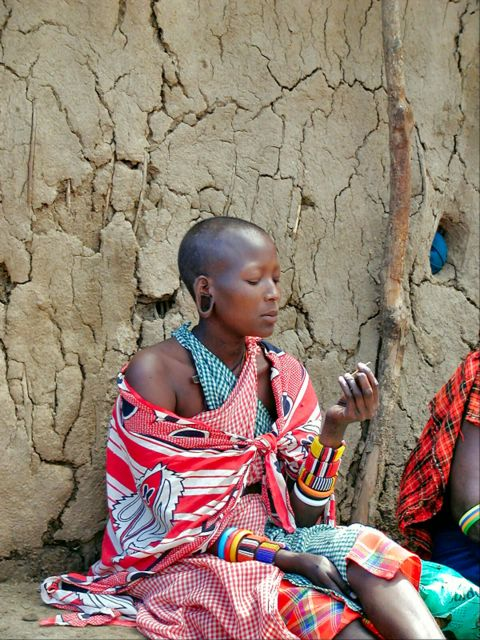
Кенійська жінка

Чисельність населення — 53 771 296 осіб (станом на липень 2020 року). Річний приріст — 2,7 %.
Народжуваність — 37 на 1000 (фертильність— 4,6 народжень на жінку, дитяча смертність — 55 на 1000).
Смертність — 10 на 1000.
Середня тривалість життя — 58 років.
Зараженість вірусом імунодефіциту (ВІЛ) — 6,7 % (оцінка на 2003 рік).
Етнічний склад — кікую 22 %, лух'я 14 %, луо 13 %, календжин 12 %, камба 11 %, гусії 6 %, меру 6 %, інші африканці 15 %, неафриканці (індійці, англійці, араби) 1 %.
Офіційна мова Кенії — англійська; нею викладають у школах і складають всі урядові документи. Але більша частина населення розмовляє на суахілі (мова народів банту з великим числом арабських запозичень), тому вона вважається національною мовою. Крім того, в Кенії існує понад 40 місцевих говірок.
Письменність — 90 % чоловіків, 80 % жінок (за 2003 рік).
Релігії — близько 50 % сповідують містичні культи, 40 % християни, 10 % мусульмани (оцінки релігійної приналежності сильно відрізняються).

## Релігія
За даними сайту www.nashaplaneta.org складає:
- протестантизм (45 %);
- католицизм (33 %);
- іслам (10 %);
- традиційні релігії (10 %);
- інші віросповідання (2 %).

## Історія

### Стародавні часи
Територія Кенії, на думку багатьох вчених, входить в область, яка стала прабатьківщиною людства. Там, на східному узбережжі озера Туркана, виявлені знаряддя праці та рештки предків людей, що жили близько 3 млн років тому.
Значно пізніше територія Кенії була заселена людьми, близькими за своїми рисами до нинішньої ефіопської раси. Також там жили племена койсанських (нині південноафриканського) расового типу. Пізніше з заходу прийшли негроїдні бантумовні племена, предки сучасних покомо, суахілі та міджікенда.
У VII—VIII ст. на узбережжі Кенії почали утворюватися торгові центри суахілі (Ламу, Манда, Малінді, Момбаса та ін.) Вони займалися посередницькою торгівлею між внутрішніми районами Африки з Індією та Аравією. З Африки вивозили залізо, золото, слонову кістку, ріг носорога, рабів, а ввозили металеву зброю, ремісничі вироби, тканини.

### Середньовіччя
У 1498 році до узбережжя Кенії прибули кораблі португальської експедиції під командуванням Васко да Гами, що шукала морський шлях в Індію. На початку XVI століття португальці захопили багаті портові міста на узбережжі Кенії, щоб використовувати їх, як проміжні пункти на шляху до Індії.
Однак, у середині XVII ст. правителі султанату Оман стали виганяти португальців з Кенії. До 1699 року оманський імам Султан ібн Сейф остаточно заволодів Момбасою і вигнав португальців з усього узбережжя. Правителі Оман, а поставили при владі своїх намісників з місцевих мешканців, які претендували на арабське походження.

### XIX століття
До початку XIX ст. основою економіки Кенії стала работоргівля. Один з головних шляхів арабських работорговців у Східній Африці пролягав з Момбаси в африканську державу Ванга.
На початку XIX ст. в Момбасі виникли сепаратистські тенденції — суахілійська династія Мазруі прагнула до незалежності від султанів Занзібара й до встановлення свого панування над всім узбережжям Східної Африки.
У 1824 році Мазруі взяли британський протекторат над Момбаса. Однак це їм не допомогло. У 1828 році султан Занзібару відправив до Момбаси флот і розгромив війська Мазруі. Війна тривала до 1837 року, закінчилася перемогою султана Занзібару. Усі члени родини Мазруі були відправлені як раби в Оман.
З 1846 року в Кенії з'явилися християнські місіонери, спочатку на узбережжі, а потім і в глибинних районах.
З 1870-х років Східна Африка стала об'єктом суперництва між європейськими державами, в першу чергу Британії і Німеччини. У 1886 році вони уклали угоду про розподіл Східної Африки, за яким територія нинішньої Кенії увійшла в британську сферу впливу.
У 1890 р. Британія та Німеччина уклали так званий Занзібарський договір, за яким англійці віддали Німеччині острів Гельголанд біля її північного узбережжя, визнали права Німеччини на Танганьїку (материкову частина сучасної Танзанії), а натомість отримали права на Кенію і острів Занзібар.
З 1890 р. англійці почали інтенсивно освоювати родючі землі у внутрішніх районах Кенії, засновуючи «білу» поселенську колонію. Вже в 1897−1901 роках була побудована залізниця і лінія зв'язку від Момбаси до озера Вікторія. Англійці-поселенці створювали великі плантаційні господарства, у тому числі для виробництва експортних культур — чаю, кава, сизалю. Британці створювали підприємства з переробки сільгосппродукції, виробництва споживчих товарів, інфраструктуру тощо.

### XX століття
На початку XX ст. активізувалася імміграція англійців до Кенії. У 1902 році в адміністративному центрі Східно-африканського протекторату, Найробі, британські поселенці створили першу громадську організацію — Асоціацію колоністів. У 1906 році при британському губернаторові було сформовано дві ради — Виконавчу і Законодавчу, в які входили тільки білі.
З XX ст. на узбережжі Кенії став поширюватися іслам.
У 1907 році, розпорядженням британського губернатора, в Кенії було заборонено рабовласництво, що традиційно практикувалося в місцевих африканських племенах.
У роки Першої світової війни британська влада мобілізувала в армію близько 200 тисяч кенійців, в основному як носії військових вантажів, однак кілька тисяч з них (у складі Королівського корпусу африканських стрільців) взяли безпосередню участь у бойових діях проти німецьких військ у Східній Африці.
З 1927 року до Законодавчої ради увійшли обрані представники арабів та азійців (в основному з Південної Азії), корінні жителі отримали перше місце в Законодавчій раді тільки в 1944 році.
У жовтні 1952 в Кенії спалахнуло повстання «мау-мау», з вимогою відібрати майно білих і віддати його місцевим. У повстанні брали участь в основному племена кікую, ембу, міру. За деякими оцінками, партизанська армія мау-мау доходила до 30 або навіть 50 тисяч бійців. Цю армію очолив 32-річний Дедан Вачіурі Кіматі з племені кікую. Він мав досвід служби в британській армії.
Партизани мау-мау, озброєні стрілецькою зброєю, а також списами, луками та ножами, нападали на місцеві поліцейські ділянки, вбивали місцевих, які працювали на британців, грабували і спалювали фермерські господарства англійських поселенців.
У 1956 році партизани мау-мау були розгромлені, більшість їхніх командирів вбито або взято в полон, у тому числі і головнокомандувач Кіматі, який був страчений.
Кенія одержала незалежність від Великої Британії в 1964 році. Прем'єр-міністром і президентом став Джомо Кеніатта. Після його смерті в 1978 його місце зайняв віце-президент Даніель Арап Моі. У 1991-92 роках були великі виступи народу за демократичніший уряд.

## Адміністративно-територіальний поділ

Провінції Кенії

Територія Кенії розділена на 8 провінцій та на 71 округ. Є острівне поселення Фунзі.
| № | Провінція       | Центр    | Площа, км² | Населення(2007), тис.чол. |
| - | --------------- | -------- | ---------- | ------------------------- |
| 1 | Центральна      | Ньєрі    | 13 236     | 4 145,794                 |
| 2 | Прибережна      | Момбаса  | 84 113     | 3 035,306                 |
| 3 | Східна          | Ембу     | 154 354    | 5 277,037                 |
| 4 | Найробі         | Найробі  | 693        | 2 982,226                 |
| 5 | Північно-Східна | Гарісса  | 126 186    | 1 762,370                 |
| 6 | Ньянза          | Кісуму   | 12 507     | 5 050,174                 |
| 7 | Рифт-Валлі      | Накуру   | 182 413    | 8 786,372                 |
| 8 | Західна         | Какамега | 8 285      | 4 022,913                 |

## Туризм

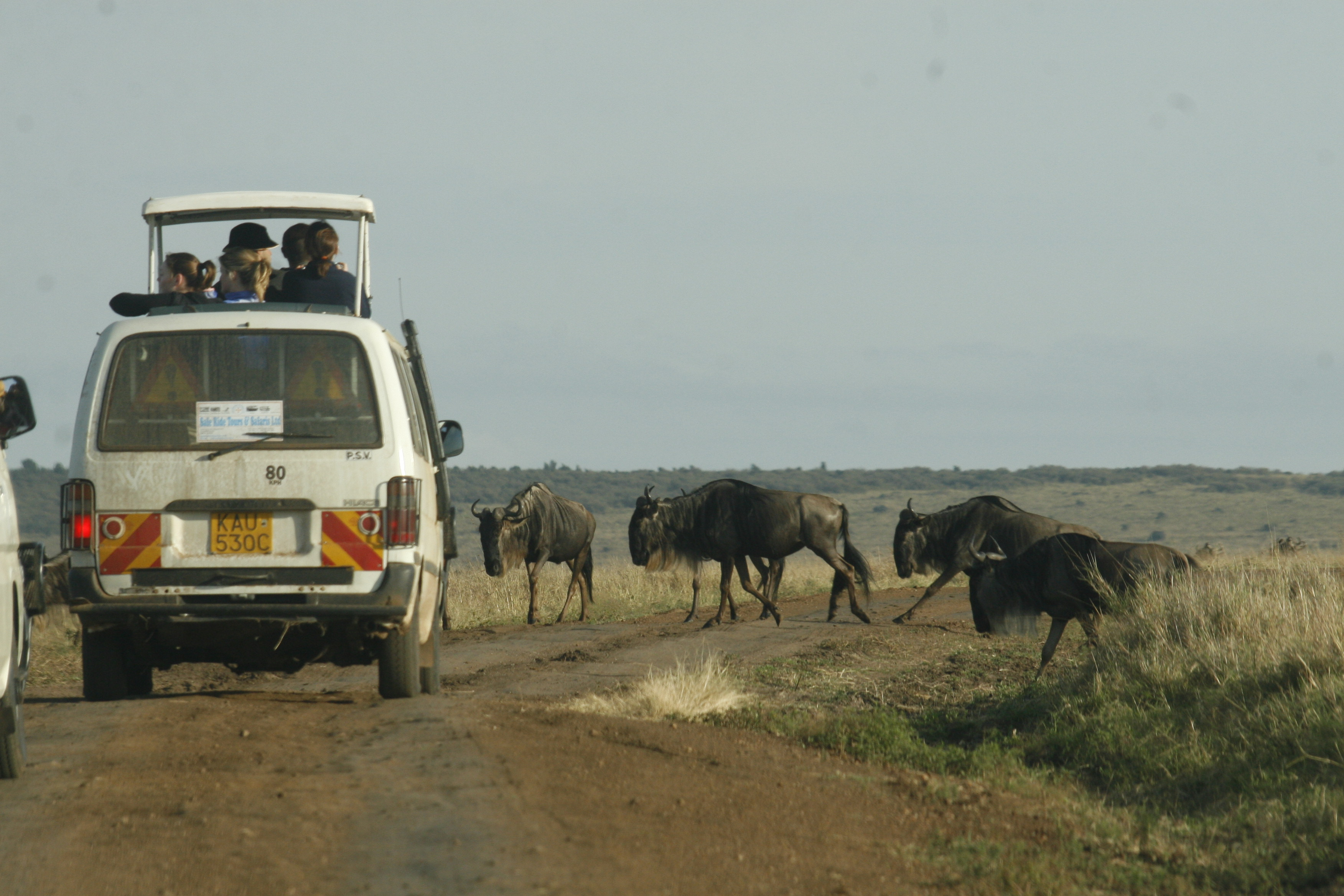
Туристи на сафарі у Кенії

Одним з основних джерел доходів уряду є туризм.
Дика природа Кенії приваблює туристів з усього світу. Тут можна побачити полювання лева на антилоп, сімейне купання бегемотів і найбільшу у світі колонію рожевих фламінго. Величезна територія Кенії ось вже більше 15 років є національним парком, тому будь-яке полювання тут суворо заборонено.
Любителі екстремального відпочинку приїжджають за альпінізмом на згаслий вулкан Кенія, а дайвери — за зануреннями в гігантську морську печеру, довжиною близько 65 км і глибиною близько 900 метрів.
Національний парк «Амбоселі» найбільш відвідуваний у Кенії, тому що розташований біля підніжжя Кіліманджаро, найвищої гори Африки.
Момбаса — місто-курорт на узбережжі індійського океану, друге за величиною в Кенії..

## Культура

### Музеї Кенії
- Національний музей Кенії
- Лойянгалани (Loiyangalani)
- Музей Кабарне (Kabarnet)
- Музей Капенгурія (Kapenguria)

### Національні парки та заповідники Кенії
- Самбуру (англ. Samburu National Reserve)
- Найробі (англ. Nairobi National Park)
- Масаї Мара (Maasai Mara National Reserve). Межує з національним парком Серенгеті (англ. Serengeti), Танзанія. Названа на честь корінних мешканців цих місць — народу маса́ї.
- Парк «Озеро Накуру» (англ. Lake Nakuru National Park)

Всього в Кенії налічується близько 59 національних заповідників і парків.

## Спорт
Усьому світу відомі кенійські бігуни — багаторазові переможці Олімпійських ігор.
У Кенії проводиться всесвітньо відоме «Сафарі-ралі», що довго входило в календар чемпіонату світу з ралі й яке вважалося одним із найскладніших як для гонщиків, так і для автомобілів.